# 1871 en sociologie
| Années de la sociologie : 1868 - 1869 - 1870 - 1871 - 1872 - 1873 - 1874    |
| Décennies de la sociologie : 1840 - 1850 - 1860 - 1870 - 1880 - 1890 - 1900 |

Cet article présente les événements de l'année 1871 dans le domaine de la sociologie. 

## Publications

### Livres
- Émile Durkheim, Les règles de la méthode sociologique
- Pierre Guillaume Frédéric Le Play, L'Organisation de Famille
- Henry Sumner Maine, Villages communities of the east and west
- Carl Menger, Principles of Economics
- Lewis Henry Morgan, Systems of Consanguinity and Affinity of the Human Family
- Sir Edward Burnett Tylor, In Primitive Culture